# Circondario dell'Alta Argovia
Il circondario dell'Alta Argovia (ufficialmente in tedesco Verwaltungskreis Oberaargau, "circondario amministrativo dell'Alta Argovia") è una regione storica e uno dei circondari in cui è suddiviso il Canton Berna, in Svizzera; si trova nella regione dell'Emmental-Alta Argovia.

## Storia
Il circondario amministrativo fu creato il 1º gennaio 2010, nell'ambito della riforma amministrativa del Canton Berna. È andato a sostituire i precedenti distretti di Aarwangen e di Wangen e parte di quello di Trachselwald.

## Suddivisione
Il circondario amministrativo è suddiviso in 43 comuni:
| Stemma                   | Nome                     |
| ------------------------ | ------------------------ |
| Aarwangen                | Aarwangen                |
| Attiswil                 | Attiswil                 |
| Auswil                   | Auswil                   |
| Bannwil                  | Bannwil                  |
| Berken                   | Berken                   |
| Bettenhausen             | Bettenhausen             |
| Bleienbach               | Bleienbach               |
| Busswil bei Melchnau     | Busswil bei Melchnau     |
| Eriswil                  | Eriswil                  |
| Farnern                  | Farnern                  |
| Gondiswil                | Gondiswil                |
| Graben                   | Graben                   |
| Heimenhausen             | Heimenhausen             |
| Herzogenbuchsee          | Herzogenbuchsee          |
| Huttwil                  | Huttwil                  |
| Inkwil                   | Inkwil                   |
| Langenthal               | Langenthal               |
| Lotzwil                  | Lotzwil                  |
| Madiswil                 | Madiswil                 |
| Melchnau                 | Melchnau                 |
| Niederbipp               | Niederbipp               |
| Niederönz                | Niederönz                |
| Oberbipp                 | Oberbipp                 |
| Ochlenberg               | Ochlenberg               |
| Oeschenbach              | Oeschenbach              |
| Reisiswil                | Reisiswil                |
| Roggwil                  | Roggwil                  |
| Rohrbach                 | Rohrbach                 |
| Rohrbachgraben           | Rohrbachgraben           |
| Rumisberg                | Rumisberg                |
| Rütschelen               | Rütschelen               |
| Schwarzhäusern           | Schwarzhäusern           |
| Seeberg                  | Seeberg                  |
| Thörigen                 | Thörigen                 |
| Thunstetten              | Thunstetten              |
| Ursenbach                | Ursenbach                |
| Walliswil bei Niederbipp | Walliswil bei Niederbipp |
| Walliswil bei Wangen     | Walliswil bei Wangen     |
| Walterswil               | Walterswil               |
| Wangen an der Aare       | Wangen an der Aare       |
| Wiedlisbach              | Wiedlisbach              |
| Wynau                    | Wynau                    |
| Wyssachen                | Wyssachen                |
|                          | Totale (43)              |

### Fusioni
- 2010: Langenthal, Untersteckholz → Langenthal
- 2011: Kleindietwil, Leimiswil, Madiswil → Madiswil
- 2011: Bettenhausen, Bollodingen → Bettenhausen
- 2016: Hermiswil, Seeberg → Seeberg
- 2020: Niederbipp, Wolfisberg → Niederbipp
- 2021: Langenthal, Obersteckholz → Langenthal
- 2024: Wangen an der Aare, Wangenried → Wangen an der Aare